# Norzivirales
Norzivirales es un orden de virus ARN que infectan procariotas (bacterias y arqueas). Contienen un genoma ARN monocatenario positivo y por lo tanto se incluyen en el Grupo IV de la Clasificación de Baltimore. El orden incluye cuatro familias.
Incluye una gran cantidad de virus ARN procariotas aislados con anterioridad, principalmente por metagenómica que no habían sido asignados a la taxonomía con anterioridad al igual que otras familias recién establecidas, luego de se descubriera que la antigua familia Leviviridae era más expansiva.

## Taxonomía
La taxonomía establecida por el ICTV en 2021 es la siguiente:
- Familia Atkinsviridae
- Familia Duinviridae
- Familia Fiersviridae
- Familia Solspiviridae